# Aeroportul Lontras
Aeroportul Lontras (IATA: LOI, ICAO: SSLN) este un aeroport din Santa Catarina, Brazilia ce deservește zona Lontras.
Situat la o altitudine de 334 m, aeroportul dispune de 1 pistă.

## Infrastructură

### Piste
Aeroportul dispune de o singură pistă. Pista 6/24 are suprafața de asfalt și dimensiunile 1.100 m × 23 m. 